# شوشا
شوشا (Xuxa)، مولودة باسم ماريا دا غراسا منغل ، مذيعة تلفزيونية، مغنية وممثلة وسيدة أعمال برازيلية من مواليد 27 مارس 1963 في سانتا روزا، ريو غراندي دو سول (البرازيل).
بدأت في عام 1983 تقديم برنامج أطفال على مونشيت تي في (Manchete TV)، محطة تلفزيون محلية في ريو دي جانيرو. في عام 1986، ثم انتقلت إلى قناة غلوبو، قناة وطنية في البرازيل، حيث قدمت برنامج Xou da Xuxa، وهو برنامج للأطفال.
في عام 1991، ظهرت النسخة الإسبانية من البرنامج لأول مرة في الأرجنتين، "El Show de Xuxa".  في عام 1992، ظهر البرنامج، باللغة الإسبانية أيضًا، "Xuxa Park" لأول مرة في إسبانيا.  في عام 1993، تم عرض برنامج "Xuxa" لأول مرة باللغة الإنجليزية في الولايات المتحدة الأمريكية.

## روابط خارجية
- شوشا على موقع IMDb (الإنجليزية)
- شوشا على موقع ألو سيني (الفرنسية)
- شوشا على موقع ميوزك برينز (الإنجليزية)
- شوشا على موقع أول موفي (الإنجليزية)
- شوشا على موقع إن إن دي بي (الإنجليزية)
- شوشا على موقع أول ميوزيك (الإنجليزية)
- شوشا على موقع ديسكوغز (الإنجليزية)
- شوشا على موقع قاعدة بيانات الفيلم (الإنجليزية)
- شوشا على موقع كينوبويسك (الروسية)